# Maraliz Vieira Christo
Maraliz Vieira Christo ou Maraliz de Castro Vieira Christo, née Maraliz Gonçalves Ribeiro de Castro à Juiz de Fora en 1957, est une historienne, chercheuse et professeur d'université brésilienne.
Elle fait partie des trois scientifiques notables qui ont remporté la première édition (2005) du prix Capes de Tese (pt), qui est la plus importante récompense pour la recherche scientifique produite dans le pays et qui évalue les thèses de doctorat soutenues au Brésil chaque année, et dont elle est aussi la première femme lauréate.

## Biographie

### Formation académique
Née à Juiz de Fora, dans le Minas Gerais (centre-est du Brésil), le 18 mai 1957 sous le nom de Maraliz Gonçalves Ribeiro de Castro, elle est la fille du militaire Oswaldo Ribeiro de Castro et de Maria de Lourdes Gonçalves de Castro.
Maraliz de Castro obtient sa licence en histoire à l'Université fédérale de Juiz de Fora (pt) (UFJF) à la fin des années 1970, peu après s'être inscrite en maîtrise d'histoire à l'Université fédérale Fluminense (pt) (UFF), qu'elle fréquente entre 1981 et 1987. Elle y soutient la thèse intitulée A "Europa dos Pobres": o intelectual e o projeto educacional dominante em Juiz de Fora na Belle-époque mineira (L'« Europe des pauvres » : l'intellectuel et le projet éducatif dominant à Juiz de Fora dans la Belle-époque minière), et obtient son diplôme en 1987, à l'UFF.
De retour au Minas Gerais, toujours dans les années 1980, elle revient comme professeur d'histoire de l'art à l'UFJF, se consacrant à l'enseignement, à la recherche et aux activités administratives de cette université jusqu'à devenir professeure titulaire,.
Au cours des années 1980, Maraliz de Castro épouse le professeur et fonctionnaire du système judiciaire de Rio de Janeiro José Guilherme Dutra Vieira Christo, membre de la famille traditionnelle Vieira Christo du Minas Gerais, dont les membres les plus connus sont le magistrat, journaliste et homme politique Antônio Carlos Vieira Christo, l'écrivaine Maria Stella Libânio Christo (pt) et le personnage religieux, écrivain et activiste Frei Betto.
Au tournant des années 1990 et 2000, elle entre au doctorat en histoire à l'Université d'État de Campinas (UNICAMP), en tant que boursière CAPES, où en 2005, elle devient docteure en histoire en soutenant la thèse Pintura, historia e herois no seculo XIX: Pedro Americo e "Tiradentes Esquartejado" (Peinture, histoire et héros au XIXe siècle : Pedro Americo et "Tiradentes Esquartejado").
Entre 2003 et 2004, Maraliz de Castro travaille comme chercheuse grâce à la bourse Paul Getty à l'Institut national d'histoire de l'art (INHA, à Paris), où elle est liée au Programme Histoire du Goût,.
Entre août 2006 et décembre 2008, elle est coordinatrice du programme de troisième cycle en histoire de l'UFJF, où elle exerce des activités de gestion et d'administration académique au sein de l'université, en particulier les cours de maîtrise et de doctorat.
En 2009, elle effectue des recherches postdoctorales à l'Université Jaume I de Castellón de la Plana (Espagne), et à l'École nationale d'anthropologie et d'histoire (ENAH), située au Mexique.

### Contribution à la science historiographique

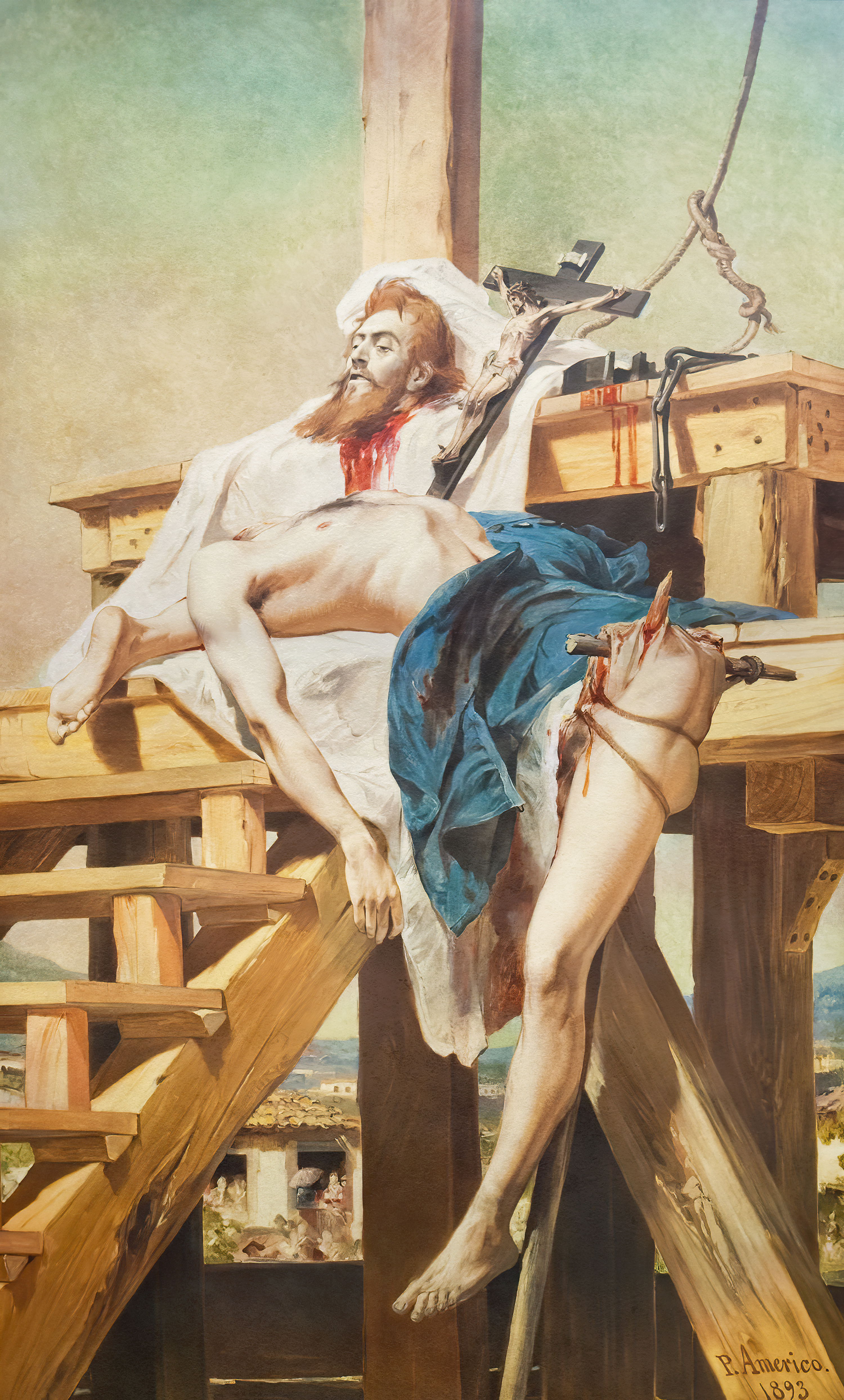
Pedro Américo, Tiradentes démembré, 1893, Musée Mariano Procópio.

Au début des années 2000, Maraliz Vieira effectue des recherches historiographiques dans le domaine de l'histoire de l'art lors de son doctorat à l'Université d'État de Campinas, en particulier le genre de la peinture d'histoire, en analysant le tableau Tiradentes esquartejado, du peintre Pedro Américo (1893) et qui fait partie de la collection du Musée Mariano Procópio, situé à Juiz de Fora,,.
Dans cette recherche, supervisée par le professeur Jorge Coli, elle étudie la représentation d'un fait historique à partir d'œuvres artistiques. À partir de la peinture de Pedro Américo, Maraliz discute de la fonction historique de l'art et identifie la similitude qui existe entre les artistes et les historiens lorsqu'ils relatent certains faits,,.
Un autre point avancé par Maraliz Christo est que cette œuvre de Pedro Américo a suscité une controverse considérable lors de sa présentation en 1893, la réception du tableau étant divisée en deux groupes formés par des défenseurs et des détracteurs. Cet historien rapporte qu'un débat intellectuel sur la réception du tableau est devenu notable à cette époque entre le baron Homem de Mello, ancien homme politique de l'époque impériale et professeur à l'École nationale des Beaux-Arts (ENBA), qui s'est positionné comme défenseur de l'œuvre, louant la position réaliste de l'artiste, et Carlo Parlagreco, un immigrant italien et professeur d'esthétique à l'ENBA, qui s'est positionné contre l'œuvre.
Selon les mots de Maraliz Vieira Christo : « À partir du moment où l’artiste recherche un fait historique et l’interprète, il est un historien ». Dans le cas particulier du tableau Tiradentes esquartejado, elle se demande : « Le tableau affirme-t-il, discute-t-il ou subvertit-il l’image du héros? »
La thèse de doctorat issue de cette recherche permet à Maraliz d'obtenir le prix Capes de Tese Florestan Fernandes pour les thèses soutenues en 2005, première édition de ce prix qui récompense chaque année les recherches effectuées par des scientifiques brésiliens,.

## Principaux travaux

### Livres
- A “Europa dos Pobres”: A Belle-Epoque Mineira, Juiz de Fora, Ed. UFJF, 1995.

### Articles et chapitres de livres notables
- « Trabalho, enriquecimento e exclusão: italianos (1870-1940) », dans : Célia Maia Borges (dir.), Solidariedades e conflitos: histórias de vida e trajetórias de grupos em Juiz de Fora, Juiz de Fora, EdUFJF, 2000, p. 127-182.
- « A recusa ao corpo fragmentado: a recepção de ‘Tiradentes esquartejado’ », dans : Ana Maria Tavares Cavalcanti, Camila Dazzi et Arthur Valle (dir.), Oitocentos – arte brasileira à Primeira República, Rio de Janeiro, EBA-UFRJ, 2008, p. 407-413.
- « A pintura de história no Brasil do século XIX: Panorama introdutório », dans : Arbor, Madrid, v. CLXXXV, 2009, p. 1147-1168.
- « Pintura e historia en el Brasil del siglo XIX », dans : Maria Eliza Borges, Maria Eliza Lindares et Victor Manuel Minguez Cornelles (dir.), La fabricación visual de mundo atlántico, Castellón de la Plana, Editora Universitat Jaume I, 2009, p. 135-153.
- « A violência como elemento distintivo entre a representação do índio no Brasil e México no século XIX », dans : Arthur Valle et Camila Dazzi (dir.), Oitocentos: Arte brasileira do Império à República, T. 2, Rio de Janeiro, Seropédica, EDUR-UFRRJ, DezenoveVinte, 2010, v. 1, p. 361-377.
- « O mito da mineiridade num espaço monárquico: a iconografia da Conjuração Mineira no acervo do Museu Mariano Procópio », dans : Manoel Luiz Salgado Guimarães et Francisco Régis Lopes Ramos (dir.), Futuro do pretérito: escrita da história e história do museu, Fortaleza, Instituto Frei Tito de Alencar/Expressão Grafica Editora, 2010, p. 143-167.
- « Tiradentes gevierendeeld: de dilemma's van een schilderij », dans : Ana Maria de Moraes Belluzzo, Julio Bandeira, Victor Burton et Lorenzo Mammi (dir.), Brazil, Brasil, Bruxelles/Anvers, Europalia international/Ludion, 2011, v. 1, p. 78.
- « Caupolicán, Atahualpa, Aimberê e Cuauhtémoc, índios vencidos na pintura histórica latino-americana », dans : Portuguese Studies Review, v. 18, 2011, p. 209-238.
- « Tiradentes no Açougue Brasil, apropriações de Arlindo Daibert », dans : Saeculum, UFPB, v. 28, 2013, p. 275-291.
- « A pintura histórica de Portinari: uma 'pintura de camponês'? », dans : Raquel Henriques da Silva (dir.), Candido Portinari em Portugal. Vila Franca de Xira (Portugal), Museu do Neo-Realismo, 2018, v. 1, p. 89-104.
- « Victor Meirelles e a Passagem de Humaitá », dans : Navigator, Rio de Janeiro, v. 15, 2019, p. 14-21.